# Mariama Sarr-Ceesay
Mariama Sarr-Ceesay (* 20. Jahrhundert) ist eine Politikerin im westafrikanischen Staat Gambia. Sie war 2012 kurzzeitig Hochschul- und Forschungsministerin (Minister of Higher Education, Research, Sciense and Technology) im Kabinett Yahya Jammeh.

## Leben
Die promovierte Mariama Sarr-Ceesay war als Beraterin im Bildungswesen tätig und wurde am 6. Februar 2012 vom Präsidenten Jammeh ins Kabinett als Hochschul- und Forschungsministerin berufen. Nach der Abberufung von Mamadou Tangara unterstand dieses Ministeramt dem Präsidenten und war seit Juni 2010 unbesetzt. Ohne Angaben von Gründen wurde Sarr-Ceesay im April 2012 aus dem Kabinett entlassen.
2017 wurde sie Vizekanzlerin der Islamic Online University (seit 2020: International Open University). Derzeit ist sie Vizekanzlerin der American International University West Africa.